# Burg Trendelburg

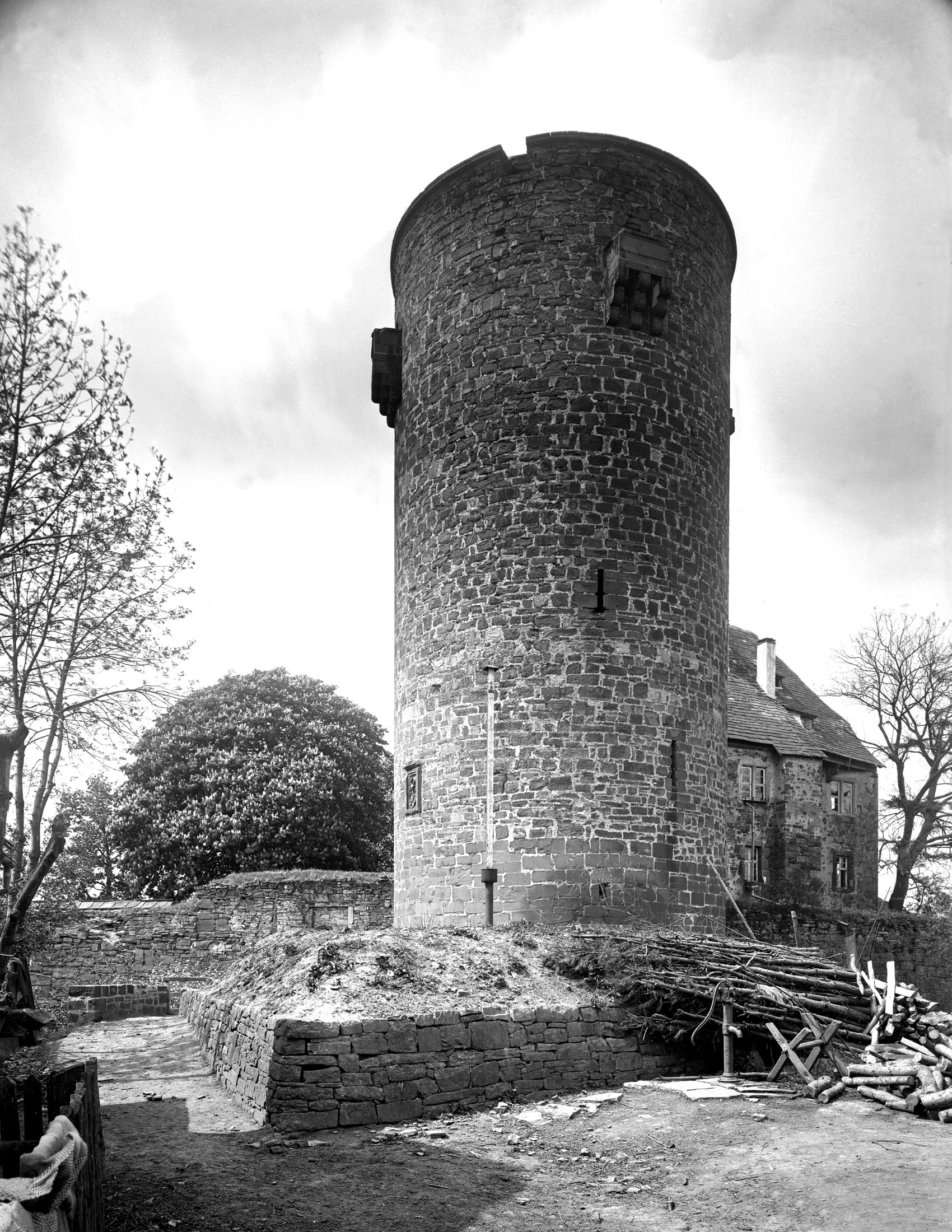
Rapunzelturm: Bergfried der Trendelburg im 19. Jahrhundert

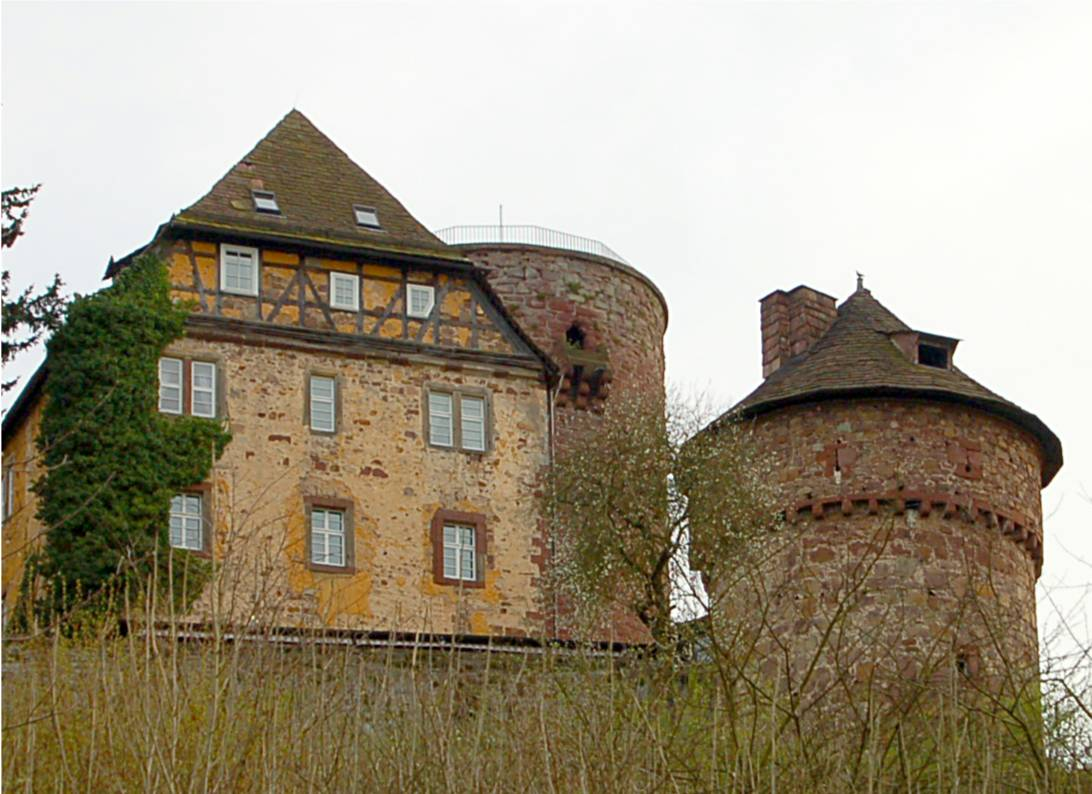
Burg Trendelburg, Nordansicht

Die Burg Trendelburg ist eine gut erhaltene Burganlage im nordhessischen Landkreis Kassel oberhalb der Stadt Trendelburg.

## Geographische Lage
Die Burg Trendelburg liegt westlich des Reinhardswaldes in der Hofgeismarer Rötsenke, die sich zwischen Vellmar im Süden und Bad Karlshafen im Norden erstreckt. Die auf 172 m ü. NHN gelegene Spornburg befindet sich auf einem nach drei Seiten hin steil zur Diemel abfallenden Bergrücken aus Sandstein. In Richtung Westen fällt das Gelände nur leicht ab. Dort liegt der mittelalterliche und bis an die Burgmauern reichende Ortskern der Stadt Trendelburg mit gotischer Stadtkirche und historischem Rathaus. Teile der Stadtmauer sind erhalten oder rekonstruiert.

## Burganlage
Die Burganlage der Trendelburg ist eine Einheit aus Festung, die an höchster Stelle des Berges gelegen ist und einer befestigten Ansiedlung. Der Grundriss der Burg ist trapezförmig. Sie war von einem heute verfüllten Burggraben sowie einem Wall umgeben. Der Brunnen ist nicht mehr lokalisierbar. Der Überlieferung nach befand sich ein Born im Halsgraben.
Durch einen aus dem Fels geschlagenen Halsgraben ist die Burg zu den Häusern der Ortschaft abgetrennt. Über einen Holzsteg mit Zugbrücke bestand eine Verbindung. So gelangte man durch ein niedriges Tor in den Burghof. Der mächtige, Rapunzelturm genannte Bergfried, der über 40 m hoch ist, bis zu 7 m dicke Wände und über 130 Stufen hat, ist in die Westmauer integriert. Er besitzt einen Fluchteingang vom Burghof her und ein Verlies. Vier Pechnasen dienten der Verteidigung. Drei originale Schießscharten sind in der Westmauer erhalten. Die restaurierte und mit Zinnen versehene Mauer ist begehbar. Gegenüber liegt das Haupttor, früher über eine Zugbrücke erreichbar. Die heutige Einfahrt ist von zwei Ecktürmen flankiert. Eine Turmspitze ist zerstört. Der andere Turm ist mit einem Fachwerkaufsatz ausgebaut. Hier wohnte früher der Torwächter und das Stadtgefängnis befand sich im Turm. Zwei weitere Türme verstärken die Eckpunkte der Burgmauer. In einem ist ein Abtritt, die Burgtoilette, von außen zu sehen. Die Dächer des Hauptgebäudes, Festes Haus genannt, sowie der drei Ecktürme sind noch mit Sandsteinplatten gedeckt. Drei Stockwerke sind ausgebaut. Im Treppenturm, er ist noch sichtbar, war eine Wendeltreppe. Eine Erweiterung des als Amts- und Gerichtshaus dienenden Gebäudes fand nach dem Dreißigjährigen Krieg statt, indem Landgraf Karl auf der Schlosskapelle weitere Etagen aufstocken ließ. Dabei wurde die Eichentreppe eingebaut, die die alte Wendeltreppe ersetzte.

## Geschichte
Das ursprünglich sächsische Gebiet wurde von Karl dem Großen erobert. Seitdem gehörte es zum Bistum Paderborn und bis 1021 zur Grafschaft Warburg. Eine Urkunde im Staatsarchiv Münster aus den Liber Vitae des Klosters Corvey erwähnt Trendelburg, „drendelborch“ im 13. Jahrhundert.
Die Grafen von Schöneberg beherrschten bis 1306 das Gebiet von Hofgeismar im Süden bis Deisel im Norden. Konrad III. von Schöneberg (1249–1311) erbaute die Burg Trendelburg auf einem Sandsteinfelsen an exponierter Stelle. Hier kreuzten wichtige Handelswege die Furt über die Diemel. Konrad verpflichtete sich aus Sühne 1303 zu Militärdiensten dem Mainzer Erzbischof gegenüber. Kurz daraufhin verlor er im Kampf seine Stammburg an das Bistum Paderborn. Im 1306 geschlossenen Frieden wurde Trendelburg gemeinsamer Amts- und Gerichtsort des Bistums Paderborn und des hessischen Landgrafen Heinrich I., 1335 stieß auch Graf Heinrich IV. (Waldeck) als Pfandnehmer hinzu.
Die Witwe Maria von Schöneberg verkaufte 1429 Lehen und Erbgüter an den hessischen Landgrafen. Nach langem Krieg mit Paderborn gelangte Trendelburg 1465 endgültig in hessischen Besitz unter Landgraf Ludwig II. und erhielt 1472 von ihm die Stadtrechte verliehen. Der Landgraf setzte ihm treu ergebene Gefolgsmänner als Amtsmänner in Trendelburg ein. Zunächst war das Burkhard von Cramm, Herr auf Lippoldsberg, Berater und Freund des Landgrafen.
Im Dreißigjährigen Krieg (1618–1648) erstürmte wiederholt die Armee Tillys das protestantische Trendelburg und brannte den Ort nieder. Die Pest wütete unter den Einwohnern. Nach Ende des Krieges erweiterte Landgraf Karl das Hauptgebäude und baute die Burg zum befestigten Jagdschloss aus.
Im Siebenjährigen Krieg (1756–1763) besetzten französische Truppen zunächst kampflos unter Oberst Pereuse die Burg. Ein erbitterter Kampf gegen die Armee Herzog Ferdinands, bei dem die Burg mit Mörsern und Geschützen in Brand geschossen wurde, führte zur Niederlage der 300 Verteidiger.
Die wichtigen Ämter wie Rentamt und Gericht wurden im 19. Jahrhundert verlegt. So verlor die Burg ihre bisherige Bedeutung. Sie diente dem preußischen Forstamt als Sitz.
1901 kaufte die Familie von Stockhausen, deren Verwandtschaft auf dem Gut Wülmersen und dem Rittergut (Zur) Abgunst seit Jahrhunderten mit den Geschicken Trendelburgs verbunden sind, die Burg und richteten sie als Wohnburg ein.
Zwei Generationen später begann 1949 der Umbau zum Burghotel. Es wurde ein Restaurantbereich zwischen Westmauer und Haupthaus angebaut und Hotelzimmer vom ersten Stock bis ins Dachgeschoss eingerichtet. Ein Eckturm mit Fachwerkaufsatz am Haupttor wurde zum Hochzeitsturm ausgebaut. Die nächste Generation verkaufte die Burg.

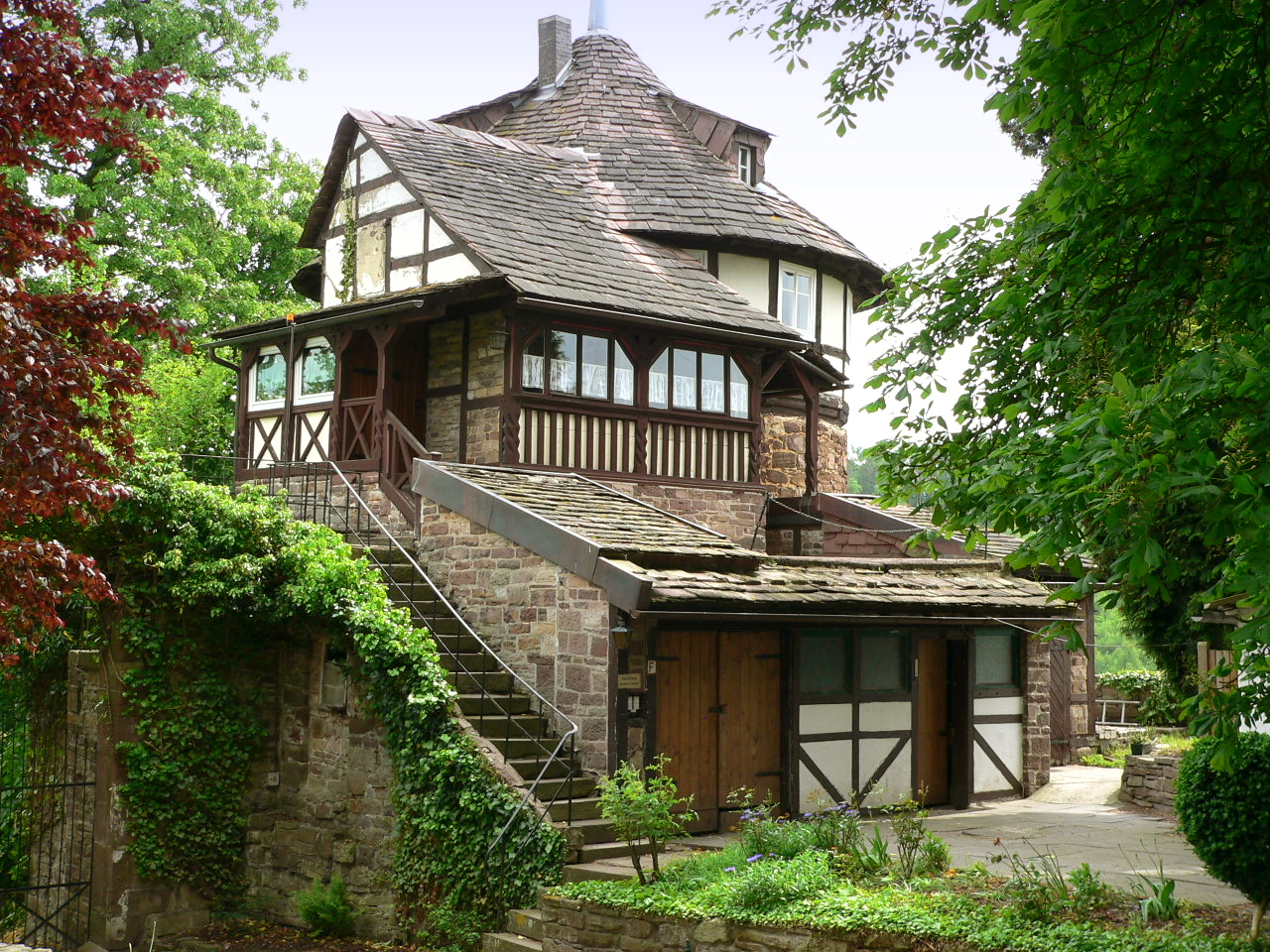
Gästehaus auf der Bastion; diente im Heinz-Erhardt-Film Vater, Mutter und neun Kinder (1958) als Kulisse

## Märchen, Sagen und Film
Wegen des Märchens Rapunzel der Brüder Grimm führt die Deutsche Märchenstraße durch die Ortschaft Trendelburg. In der Märchen- und Sagentradition Trendelburgs sind fünf verschiedene Trendula-Sagen bekannt: „Entstehung des Wolkenborsts“, „Kruko oder der Zauberer vom Krukenberg“, „Trendula lässt Berge entstehen“, „Tod in der Mordkammer“ und „Eine Weissagung“. Weitere Sagen bereichern das Spektrum wie: „Der Nachtrabe“, „Erbsen und Speck“, „Der Diemelnix“, „Der Wäschebrunnen“, „Riesen auf der Trendelburg und Sababurg“ und „Stockhausen–der wilde Jäger im Reinhardswalde“.
Einer der Bergtürme mit Fachwerkaufsatz diente in dem 1958 entstandenen Heinz-Erhardt-Film Vater, Mutter und neun Kinder als Kulisse, einem Maleratelier.

## Heute
Die Burg Trendelburg beherbergt ein Hotel mit Restaurant sowie eine Außenstelle des Standesamtes der Stadt Trendelburg. Seit 1996 gehört die Burg zu den Privathotels Dr. Lohbeck von Rolf Lohbeck. Es erfolgten vorrangig Instandsetzungsarbeiten der Burgmauer und Renovierungen im Hauptgebäude. Der Burghof ist für die Öffentlichkeit zugänglich. Seit 2012 ist der Bergfried restauriert. Er kann wieder bestiegen werden. Im Turm sind das Verlies und eine Folterkammer zu besichtigen. Der Turm hat ein Schutzdach bekommen, wie es auf historischen Darstellungen zu sehen ist.